# Bokura ga Ikiru MY ASIA
«Bokura ga Ikiru MY ASIA» es un sencillo especial para celebrar los diez años del grupo Morning Musume. La unit se llama Morning Musume Tanjou 10nen Kinentai, y está formada por los miembros Kaori Iida, Natsumi Abe, Maki Goto, Risa Niigaki y Koharu Kusumi.

## Listado de pistas
Las letras de las canciones del sencillo fue escrita por Tsunku y arreglada por Yuichi Takahashi.
CD
- «Bokura ga Ikiru MY ASIA»
- «Jūnen Ai»
- «Bokura ga Ikiru MY ASIA» (Instrumental)

Single V DVD
- «Bokura ga Ikiru MY ASIA»
- «Bokura ga Ikiru MY ASIA» (Close-up version)
- «Making of»

- Datos: Q1188590